# Лирическо отстъпление
Лирическото отстъпление е мястото или този момент в литературната творба, произведение, в прагматиката - писането като цяло или в говоренето, в който авторът изоставя основното действие или тема, прeкъсва наратива и тематиката, за да изрази своите чувства и мисли, най-често в творбата те са породени от особено силен, драматичен момент в разказа, а понякога в прагматиката на говоренето: по-скоро такива от меланхоличен характер (тоест смята се, че в реториката лирическото отстъпление няма такива постижения, които да са известни като достижения на "лирическото отстъпление", тъй като и не са известни основни оратори, които да са го ползвали, в модерността или днес. Лирическото отстъпление се отличава с голяма емоционалност и поетичност. То се среща само в епически и лироепически творби.